# Roiul (Star Trek: Voyager)
„Roiul” (titlu original: „The Swarm”) este al 4-lea episod din al treilea sezon al serialului TV american științifico-fantastic Star Trek: Voyager și al 46-lea în total. Episodul a fost regizat de Alexander Singer după un scenariu de Mike Sussman. A avut premiera la 25 septembrie 1996 pe canalul UPN.

## Prezentare
USS Voyager întâlnește un roi de nave minuscule în timp ce traversează o scurtătură printr-o regiune ce aparține unei specii ostile, iar Doctorul începe să-și piardă memoria.

## Actori ocazionali
- Carole Davis – Giuseppina Pentangeli
- Steven Houska – Chardis
- Robert Picardo – Diagnostic Hologram